# Рябчик японский
Рябчик японский (лат. Fritillaria japonica) — многолетнее травянистое растение, вид рода Рябчик (Fritillaria) семейства Лилейные (Liliaceae), эндемик Японии.

## Ботаническое описание

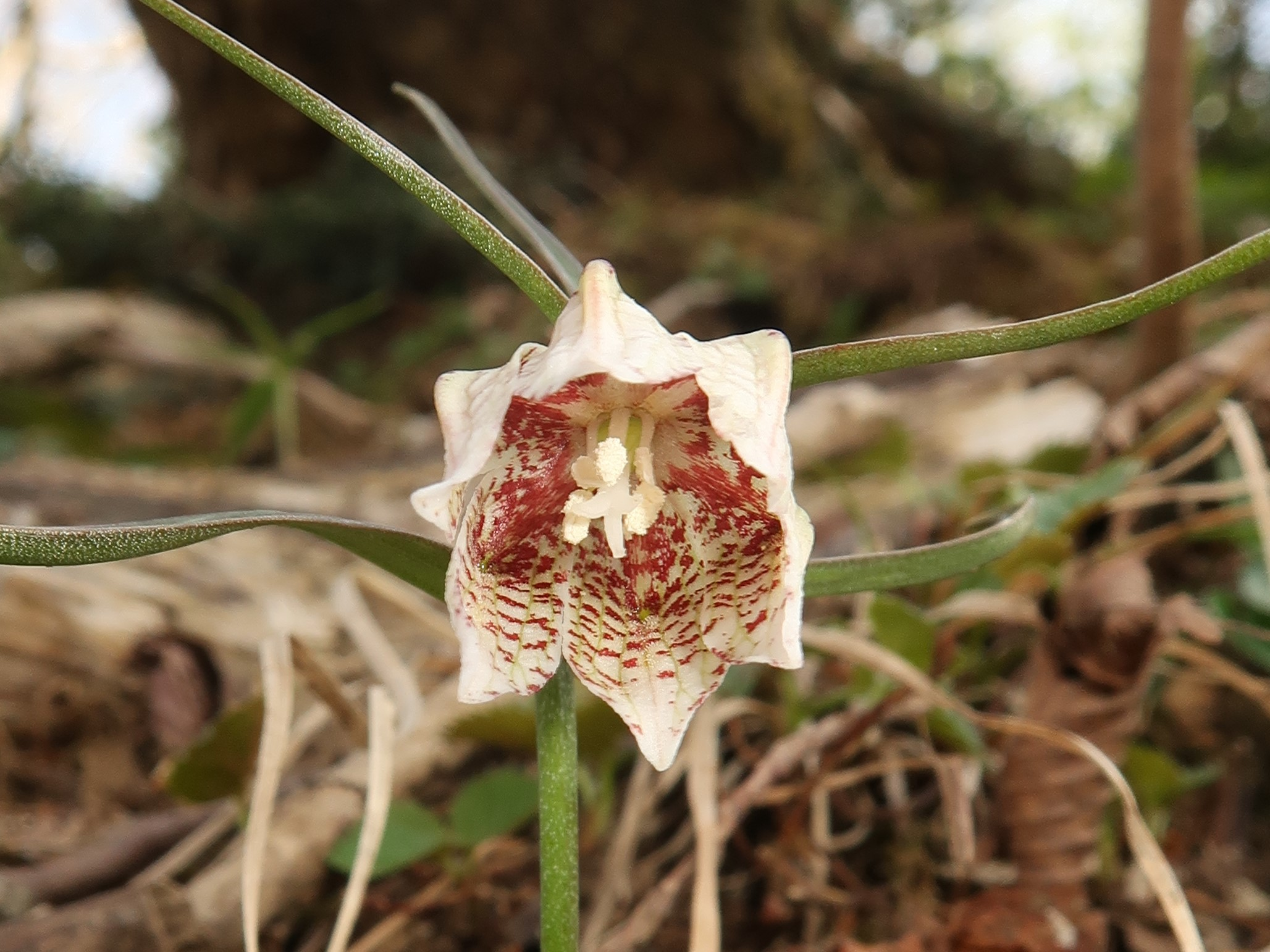
Цветок рябчика японского (префектура Миэ, Япония)

Рябчик японский — многолетнее травянистое луковичное растение. Для вида характерно наличие чётко разделённого столбика, гладкими околоцветником и нектарниками и белыми пыльниками. Цветок колокольчатый.
Луковица около 1 см, стебель 6-12 см высотой. Листья ланцетные, около 6 см длиной. Нижние листья супротивные, верхние в мутовке по три. Цветки одиночные, широкие, колокольчатые, белые с коричневым пятном, без запаха. Листочки околоцветника 1,5-2 см длиной, нектарники жёлтые, длиной 5-8 мм от угла раструба к вершине. Столбик трёхлопастный яйцевидный лист 2 мм. Плод коробочка не крылатая, суживающаяся от вершины к основанию, в зрелости подвесная. Семена грушевидные.

## Таксономия
Fritillaria japonica впервые был описан Фридрихом Микелем в 1867 году в его книге «Prolusio Florae Japonicae». Он дал следующее описание (на латыни) [а]: «Стебель в 5 больших пальцев шириной, образуется из луковицы с несколькими чешуйками и немногим больше горошины, с 4-5 листами на вершине, ланцетными и суживающимися к концу на обоих концах; одиночный кивающий, раскидисто-колокольчатый цветок, рождённый на цветоножке; перигоний на половину ширины большого пальца, заострённый и загнутый на кончике, снаружи бледно-сиреневый и точечный, внутри точечный лимонно-жёлтый и кроваво-красный; пыльники жёлтые и эллиптически-продолговатые; рыльце с тремя линейными лепестками». Он заканчивает «Ad iconem libri iaponiciterminavi», ссылаясь на тот факт, что исследовал иллюстрацию в «Сомоку-дзусэцубук» японского ботаника Иинумы (1856 год).
Когда Бейкер (1874) разделил род Fritillaria на подроды, он не был уверен, где разместить Fritillaria japonica, и внёс его в список видов species dubiae. С тех пор возникла значительная путаница в отношении точной природы вида и его таксономического положения. Лишь в 2001 году британский ботаник Мартин Рикс поместил все эндемичные виды Японии в один подрод Japonica, решение, впоследствии подтвержденное молекулярным филогенетическим анализом. Долгое время считавшийся разновидностью Fritillaria koidzumiana, он продолжает называться в садоводстве как Fritillaria japonica koidzumiana.

## Распространение и местообитание
Вид является эндемиком Японии. Произрастает в центральном и юго-западном Хонсю. растёт на торфянистой лесной почве.